# Refuge faunique de la Pointe-de-l'Est
Le refuge faunique de la Pointe-de-l'Est est une aire protégée du Québec, située au nord des îles de la Madeleine.  Le refuge protège un site de nidification du Pluvier siffleur et du Grèbe esclavon. Il est adjacent à la réserve nationale de faune de la pointe de l'Est et il est compris avec ce dernier dans la Zone importante pour la conservation des oiseaux (ZICO) de l'île de l'Est.